# КНДР на летних Олимпийских играх 1976
КНДР принимала участие в Летних Олимпийских играх 1976 года в Монреале (Канада) во второй раз за свою историю, и завоевала одну золотую, одну серебряную медали.

## Медалисты
| Медаль  | Спортсмен | Вид спорта | Дисциплина        |
| ------- | --------- | ---------- | ----------------- |
| Золото  | Ку Ён Джу | Бокс       | Мужчины, до 54 кг |
| Серебро | Ли Бён Ук | Бокс       | Мужчины, до 48 кг |